# Cacoal (microregio)
Cacoal is een van de 8 microregio's van de Braziliaanse deelstaat Rondônia. Zij ligt in de mesoregio Leste Rondoniense en grenst aan de microregio's Alvorada d'Oeste, Colorado do Oeste, Guajará-Mirim, Ji-Paraná, Vilhena en Aripuanã (MT). De microregio heeft een oppervlakte van ca. 24.526 km². In 2006 werd het inwoneraantal geschat op 237.645.
Negen gemeenten behoren tot deze microregio:
- Alta Floresta d'Oeste
- Alto Alegre dos Parecis
- Cacoal
- Castanheiras
- Espigão d'Oeste
- Ministro Andreazza
- Novo Horizonte do Oeste
- Rolim de Moura
- Santa Luzia d'Oeste

Mesoregio's: Leste Rondoniense · Madeira-Guaporé

Microregio's: Alvorada d'Oeste · Ariquemes · Cacoal · Colorado do Oeste · Guajará-Mirim · Ji-Paraná · Porto Velho · Vilhena